# Фрай, Томас (художник)
Томас Фрай (англ. Thomas Frye; ок. 1710, Идендерри, Ирландия — 3 апреля 1762, Хорнси, Англия) — англо-ирландский художник-портретист — живописец и рисовальщик пастелью, акварелист, гравёр, в том числе в технике меццо-тинто, и керамист.
Он также был совладельцем известной фарфоровой мануфактуры Бау в Лондоне и позднее утверждал, что является «изобретателем и первым производителем фарфора в Англии», хотя его конкуренты на фарфоровой фабрике Челси, похоже, опередили его в выпуске изделий на рынок. На самом деле Фрай изобрёл особый рецепт «костяного фарфора». Фарфоровые изделия «Бау» ненадолго пережили смерть Фрая; их последние аукционы состоялись в мае 1764 года.

## Биография
Томас Фрай родился в Идендерри, графство Оффали, Ирландия, в 1710 году; в юности он отправился в Лондон, чтобы добиваться успеха в качестве художника. Его самые ранние работы — это пара пастельных портретов мальчиков, один из которых датирован 1734 годом (граф Айви). Он также написал портрет Фредерика, принца Уэльского (1736, погиб в 1940 году), который он награвировал в технике меццо-тинто и опубликовал в 1741 году. В Лондоне Фрай был дружен с Джошуа Рейнольдсом.
Вместе с партнёром, лондонским торговцем Эдвардом Хейлином, он получил патент на каолин, который должен был импортироваться из английской колонии Вирджиния в ноябре 1745 года, и стал управляющим фабрики «Бау» (по названию района в лондонском Ист-Энде). В 1759 году он уехал в Уэльс из-за болезни лёгких, но вскоре вернулся в Лондон и возобновил свою деятельность в качестве гравёра, опубликовав серию причудливых портретов в натуральную величину в технике меццо-тинто, по которым его больше всего помнят. Его мастерство в этой технике отмечал У. Гилпин. Томас Фрай оказал влияние на творчество Джозефа Райта из Дерби.
Он умер от чахотки 2 апреля 1762 года и был похоронен в Хорнси, Йоркшир, Англия. У Фрая было пятеро детей; две дочери до замужества помогали ему расписывать фарфор на мануфактуре Бау. Одна из них, вышедшая замуж за мистера Уиллкокса, работала на фабрике Джозайи Веджвуда.

## Галерея
- Автопортрет. 1759. Холст, масло. Национальная портретная галерея, Лондон
- Портрет Миссис Уордл. 1742. Холст, масло. Йельский центр британского искусства, Нью-Хейвен, Коннектикут, США
- Девочка строит карточный домик. Холст, масло. Метрополитен-музей, Нью-Йорк
- Генри Крисп из Таможни. 1746. Холст, масло. Галерея Тейт, Лондон
- Фредерик, принц Уэльский. Меццо-тинто
- Портрет короля Георга III. 1762. Меццо-тинто
- Элегантно одетая дама. 1761. Меццо-тинто
- Автопортрет. 1760. Меццо-тинто
- Голова человека в тюрбане. 1760